# Q线 (底特律)
Q线（英語：QLine；QLINE）是美国密歇根州底特律的一个有轨电车系统。路線最初被开发商称为M-1 Rail，密歇根州交通部（MDOT）将其称为伍德沃德大街有轨电车（英語：Woodward Avenue Streetcar）。於2017年5月12日開通營運，沿M-1（伍德沃德大街）行驶。
2011年12月，市和州领导人宣布了一项计划，将为城市和大都会地区提供快速公交服务，而不是之前提出的轻轨。不久之后，M-1 Rail，一个由该地区的私营和公共企业机构组成的联营企业，宣布了一条3.3英里（5.3公里）的有轨电车线路的计划，该线路与已取消的轻轨计划相同，连接市中心的㡳特律旅客捷运系统到新中心的美国铁路火车站和拟建的安娜堡–底特律地区铁路系统。快速贷款公司购买了该线路的命名权，并于2016年3月公布了该名称。

## 历史

### 前期历史

#### 1863－1956
底特律的第一个有轨电车服务始于1863年，当时是轨道马车。随后，有轨电车系统于1886年开始电气化。底特律的有轨电车线路最终在私有的底特律联合铁路公司支持下合并运营。1922年，底特律街道铁路部接管并控制了有轨电车网络。底特律市长哈森·S·平格里在数年前领导了该城市的接管业务。由于这使这些公司有理由相信这些铁路线将被接管，因此他们不愿意维护这些铁路线，这意味着底特律人当城市最终投票决定收购这些铁路线时“继承了一个巨大的资金坑”。再加上街道铁路部从1925年开始引入公共汽车，最终导致原有的有轨电车系统于1956年消亡。

#### 底特律市民铁路
1976年沿华盛顿大道开通了一条0.7英里（1.1公里）“老式”有轨电车轨距线，轨距900毫米（2英尺11+7⁄16英寸），使用了7辆前里斯本有轨电车和2辆来自英国和瑞士的有轨电车，均按照20世纪初的规格建造。这条线路于1980年沿杰斐逊大道又延长了3.0公里。它于2003年结束服务。

### M-1铁路线

M-1铁路线logo

2006年，底特律交通部委托进行了一项研究，以确定伍德沃德大道沿线的公共交通方案。同时，当地商业领袖私人团体决定向政府提供相应的资金，以开发一条价值1.25亿美元、3.4英里（5.5公里）的穿越底特律市中心的线路（类似于塔科马线）称为M-1铁路线。经过私人投资者和底特律交通部的激烈争论，这两个组织决定联合开发9.3英里（15.0公里）的线路。
拟建线路沿伍德沃德大道长9.3英里（15.0公里），从罗莎公园交通中心到老州立集市，沿8英里路行驶。这条线路将有19个车站，一列列车10节车厢，共两辆编组列车运行；每列列车可载客150人。从8英里到市中心北端的亚当斯街，火车在中央隔离带上行驶。在亚当斯街以南，火车沿着街道两旁行驶。
拟建线路的估计费用为5亿美元。